# Greig Hutcheon
Greig Hutcheon (Aberdeen, 29 maart 1973) is een Schotse golfprofessional.
Nadat Hutcheon zat in 1990 en 1991 in het nationale jeugdteam en had les op de Banchory Academy in Aberdeen. Hij studeerde twee jaar aan de Lamar University in Texas.

## Loopbaan
Hutcheon werd in 1995 professional. Hij speelde in 1999 op de Challenge Tour. Hij won in Marokko en eindigde op nummer 15 van de Order of Merit, waardoor hij naar de Europese Tour promoveerde. Daar speelde hij in de loop der jaren 94 toernooien, waarvan 29 in 2000. Eind 2000 verloor hij zijn spelerskaart en sindsdien speelde hij weer op de Challenge Tour.
Hij won drie keer de Schotse Order of Merit, hetgeen hem steeds invitaties opleverde voor het Brits PGA Kampioenschap en het Schots Open.
Hutcheon trouwde in 2009. In 2013 kondigde hij aan geen internationale toernooien meer te spelen, en meer tijd aan zijn gezin te willen besteden. Ze hebben een zoontje.

### Gewonnen
Challenge Tour
- 1999: Formby Hall Challenge
- 2001: Credit Suisse Private Banking Open
- 2003: Panalpina Banque Commerciale du Maroc Classic

Tartan Tour
- 2006: Order of Merit
- 2007: Order of Merit
- 2010: Northern Open, PGA play-offs at Little Aston, Order of Merit
- 2011: Drumpellier Pro-Am
- 2012: Teddy Bear Charity Pro-Am Golf op Gleneagles, Edzell Golf Club Pro-Am

Optical Express Pro Golf Tour
- 2011: Tour Finals op Mallorca